# Verein für Bewegungsspiele 91 Suhl
Il Verein für Bewegungsspiele 91 Suhl è una società pallavolistica femminile tedesca con sede a Suhl: milita nel campionato di 1. Bundesliga.

## Storia
Fondato nel 1991, il Verein für Bewegungsspiele 91 Suhl partecipa per la prima volta alla 1. Bundesliga nell'annata 2003-04 raggiungendo il terzo posto nel campionato 2006-07; vince il suo primo trofeo nell'annata successiva, quando si impone nella Coppa di Germania, battendo in finale il Turnverein Fischbek von 1921.
Grazie ai risultati ottenuti nella stagione 2010-11 si qualifica per la prima volta a una competizione europea, ossia la Challenge Cup 2011-12, venendo eliminata nelle semifinali dal Voleybol Klubu Bakı. Raggiunge per la quarta volta la finale in Coppa di Germania nell'edizione 2013-14.

## Rosa 2021-2022
| N° | Nome                | Ruolo | Data di nascita   | Nazionalità sportiva |
| -- | ------------------- | ----- | ----------------- | -------------------- |
| 1  | Brianna Kadiku      | C     | 13 aprile 1998    | Stati Uniti          |
| 2  | Roxanne Wiblin      | S     | 18 dicembre 1998  | Stati Uniti          |
| 3  | Danielle Harbin     | O     | 2 settembre 1995  | Stati Uniti          |
| 5  | Lisanne Meis        | P     | 31 dicembre 1996  | Germania             |
| 7  | Tat'jana Prosvirina | C     | 22 gennaio 2000   | Russia               |
| 8  | Jelena Šunjić       | O     | 4 gennaio 1994    | Croazia              |
| 10 | Laura de Zwart      | C     | 19 marzo 1999     | Paesi Bassi          |
| 12 | Annick Meijers      | S     | 23 marzo 2000     | Paesi Bassi          |
| 13 | Kayla Haneline      | C     | 7 aprile 1994     | Stati Uniti          |
| 14 | Elisa Lohmann       | L     | 22 luglio 1998    | Germania             |
| 16 | Ágnes Pallag        | S     | 2 settembre 1993  | Ungheria             |
| 17 | Vedrana Jakšetić    | P     | 17 settembre 1996 | Croazia              |

## Palmarès
- Coppa di Germania: 1

2007-08